# Canadian Open 1969
Die Canada Open 1969 im Badminton fanden vom 28. bis zum 29. März 1969 in Toronto statt.

## Austragungsort
- The Boulevard Club, Toronto

## Finalergebnisse
| Disziplin    | Sieger                    | Finalist                       | Ergebnis    |
| ------------ | ------------------------- | ------------------------------ | ----------- |
| Herreneinzel | Rudy Hartono              | Sture Johnsson                 | 15-11, 15-1 |
| Dameneinzel  | Eva Twedberg              | Retno Koestijah                | 11-1, 11-2  |
| Herrendoppel | Tony Jordan Robert McCoig | Tan Joe Hok Charoen Wattanasin | 15-7, 15-6  |
| Damendoppel  | Retno Koestijah Minarni   | Barbara Hood Marjory Shedd     | 15-3, 15-6  |
| Mixed        | Darmadi Minarni           | Ng Boon Bee Retno Koestijah    | 15-5, 17-15 |